# Леондис, Тони
Э́нтони «То́ни» Леонди́с (англ. Anthony «Tony» Leondis; род. 24 марта 1972, Нью-Йорк, Нью-Йорк, США) — американский кинорежиссёр, сценарист, художник-раскадровщик и актёр озвучивания анимационного кино, известный по таким мультфильмам как «Король Лев 2: Гордость Симбы», «Принц Египта» (1998), «Лило и Стич 2: Большая проблема Стича», «Похождения императора 2: Приключения Кронка» (2005), «Игорь» (2008) и др.

## Биография
Родился 24 марта 1972 года в Нью-Йорке (Нью-Йорк, США) в греческой семье.
Окончил Университет Святого Креста со степенями бакалавра изящных искусств и магистра теологии. Также обучался в Калифорнийском институте искусств и Бостонской школе изящных искусств.
Карьеру начинал как художник-раскадровщик таких фильмов как «Король Лев 2: Гордость Симбы», «Принц Египта» (1998), «Дорога на Эльдорадо» (2000) и «Не бей копытом» (2004), работая в качестве дизайнера персонажей.
В 2005 году выступил в качестве соавтора сценария мультфильма «Похождения императора 2: Приключения Кронка», который получил премию «Энни» за лучший сценарий полнометражной анимационной продукции.
В 2005 году дебютировал как режиссёр, сняв мультфильм «Лило и Стич 2: Большая проблема Стича», который был удостоен премии «Энни» за лучшую домашнюю развлекательную анимационную продукцию (см. Премия «Энни»).

## Личная жизнь
Леондис является открытым геем.

## Фильмография
- 1998 — Король Лев 2: Гордость Симбы — дизайнер персонажей
- 1998 — Принц Египта — художник-раскадровщик
- 2000 — Дорога на Эльдорадо — художник-раскадровщик
- 2004 — Не бей копытом — художник-раскадровщик
- 2005 — Лило и Стич 2: Большая проблема Стича — сорежиссёр, сосценарист
- 2005 — Похождения императора 2: Приключения Кронка — сосценарист
- 2008 — Игорь — режиссёр, сосценарист, актёр озвучивания
- 2011 — Кунг-фу Панда: Секреты мастеров[англ.] — режиссёр, актёр озвучивания (голос мастера Крока)
- 2017 — Отдел потусторонних дел — режиссёр[5]
- 2017 — Эмоджи фильм — режиссёр, сосценарист[6]